# George Baker Selection
George Baker Selection fue una banda de pop rock originaria de Holanda (Países Bajos). Su líder fue el cantante, compositor, guitarrista y teclista Johannes Bouwens, posteriormente conocido como George Baker.

## Historia
La banda se formó en Zaanstad (Holanda) en el año 1967 bajo el nombre de Soul Invention, y en sus orígenes tocaban covers y canciones de  Otis Redding y Sam and Dave. Los integrantes originales eran Jan Hop, Jacobus Greuter, George Thé y Jan Visser. En 1969 se unió Johannes Bouwens, bajo el pseudónimo de George Baker, y la banda pasó a llamarse George Baker Selection.
En 1970 el grupo obtuvo un éxito considerable con el sencillo «Little Green Bag» perteneciente a su álbum debut homónimo, que alcanzó el #21 en las listas de pop Billboard de Estados Unidos y fue grabado por la banda con su propio dinero. Sin embargo, la balada country «Dear Ann», se estancó en la posición #93 en las listas de la Billboard. Pese a esto, la banda disfrutó de una sucesión constante de éxitos de radio en Holanda, que incluyen canciones como «Morning Sky», «Wild Bird», «Mañana», «Holy Day», «Beautiful Rose» y «I'm on My Way». En el año 1975 la banda consiguió su gran éxito, con la pegadiza y alegre canción spanglish, «Paloma blanca»; la melodía fue un hit y alcanzó el puesto #1 en muchos países, alcanzando el #26 en las listas de Billboard y vendiendo más de tres millones de copias en todo el mundo.
El grupo vendió más de 20 millones de discos en su apogeo de la década de 1970. Por desgracia, George Baker Selection se separó en el año 1978 debido a la presión de ser el centro de atención, que con el tiempo se tornó insoportable para sus integrantes. Baker revivió el grupo hacia el año 1982; esta nueva encarnación de la banda duró hasta 1989. George Baker desde entonces ha pasado a tener una carrera en solitario con gran éxito.
La canción «Little Green Bag» es la más difundida de la banda y fue utilizada en la banda sonora de la ópera prima de Quentin Tarantino, Reservoir Dogs de 1992 y en los episodios de los programas de televisión Enano Rojo (1988) y Freaks and Geeks (1999). En Argentina fue utilizada por el canal de noticias TN como cortina musical del programa de viajes En el camino, conducido por Mario Markic. También formó parte de la banda sonora central de la telenovela chilena de éxito mundial llamada Machos, transmitida por Canal 13. Además hay una versión hecha por el cantante galés Tom Jones.

## Integrantes

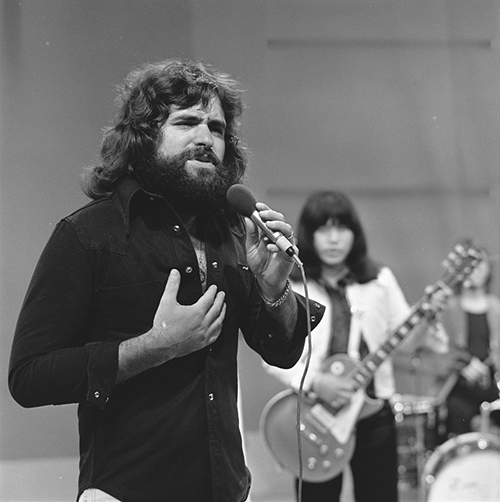
George Baker Selection en vivo (1974).

- Johannes Bouwens (como George Baker) (compositor, voz, guitarra, mandolina, flauta, piano y órgano) entre 1967, 1977, 1982 y 1989
- Elly Bloothoofd (voz, guitarra) entre 1982 y 1989
- Lida Jonkman-Bont (voz) entre 1974 y 1977
- Nelleke Brzoskowsky (voz) entre 1982 y 1989
- Willy Delano (voz) entre 1977, 1982 y 1989
- Pieter Goeman (órgano y piano) entre 1982 y 1989
- Jacques Greuter (voz, órgano, flauta y piano) entre 1967 y 1982
- Jan Hop (batería) (1969-77 y 1983-89)
- Henk Kramer (saxofón) entre 1967 y 1970
- Nathalie Más (voz) entre 1977 y 1982)
- Job Netten (guitarra) entre 1967 y 1970
- Martin Schoen (bajo) entre 1974 y 1982
- George Thé (voz, guitarra y bajo) (1969-77 y 1983-89)
- Cor Veerman (como Alan Decker ) (bajo) entre 1971 y 1974
- Theo Vermast (bajo) entre 1967 y 1968
- John Visser (bajo) entre 1968 y 1971
- Ton Vredenburg (batería) entre 1967 y 1970

## Discografía
| Año  | Álbum                     | Posiciones en listas | Posiciones en listas |
| Año  | Álbum                     | US                   | CAN                  |
| ---- | ------------------------- | -------------------- | -------------------- |
| 1970 | Little Green Bag          | —                    | —                    |
| 1970 | Love in the World         | —                    | —                    |
| 1972 | Now                       | —                    | —                    |
| 1974 | Hot Baker                 | —                    | —                    |
| 1975 | Paloma Blanca             | —                    | —                    |
| 1975 | A Song for You            | —                    | —                    |
| 1976 | River Song                | —                    | —                    |
| 1976 | So Lang die Sonne Scheint | —                    | —                    |
| 1977 | Summer Melody             | —                    | —                    |
| 1983 | Paradise Island           | —                    | —                    |
| 1985 | Santa Lucia by Night      | —                    | —                    |
| 1987 | Viva America              | —                    | —                    |
| 1988 | From Russia with Love     | —                    | —                    |

## Sencillos promocionales
| Año  | Sencillo                      | Máximas posiciónes | Máximas posiciónes | Máximas posiciónes | Máximas posiciónes | Máximas posiciónes | Máximas posiciónes | Máximas posiciónes | Máximas posiciónes | Máximas posiciónes | Álbum            |
| Año  | Sencillo                      | US                 | US AC              | US Country         | CAN                | CAN AC             | CAN Country        | NL                 | AU                 | NZ                 | Álbum            |
| ---- | ----------------------------- | ------------------ | ------------------ | ------------------ | ------------------ | ------------------ | ------------------ | ------------------ | ------------------ | ------------------ | ---------------- |
| 1969 | "Little Green Bag"            | 21                 | —                  | —                  | 16                 | —                  | —                  | 9                  | 12                 | 17                 | Little Green Bag |
| 1970 | "Dear Ann"                    | 93                 | —                  | —                  | —                  | —                  | —                  | 2                  | 37                 | —                  | Little Green Bag |
| 1970 | "I Wanna Love You"            | 103                | —                  | —                  | —                  | —                  | —                  | —                  | —                  | —                  | Little Green Bag |
| 1974 | "Baby Blue"                   | —                  | —                  | —                  | —                  | —                  | —                  | 8                  | 29                 | 1                  | Hot Baker        |
| 1974 | "(Fly Away) Little Paraquayo" | —                  | —                  | —                  | —                  | —                  | —                  | 2                  | —                  | —                  | Hot Baker        |
| 1975 | "Paloma blanca"               | 26                 | 1                  | 33                 | 10                 | 1                  | 36                 | 1                  | 2                  | 1                  | Paloma Blanca    |
| 1975 | "Rose Marie"                  | —                  | —                  | —                  | —                  | —                  | —                  | —                  | 35                 | —                  | Paloma Blanca    |
| 1978 | "Rosita" (solo artist)        | —                  | —                  | —                  | —                  | —                  | —                  | —                  | 98                 | —                  | In Your Heart    |